# بلازمويد

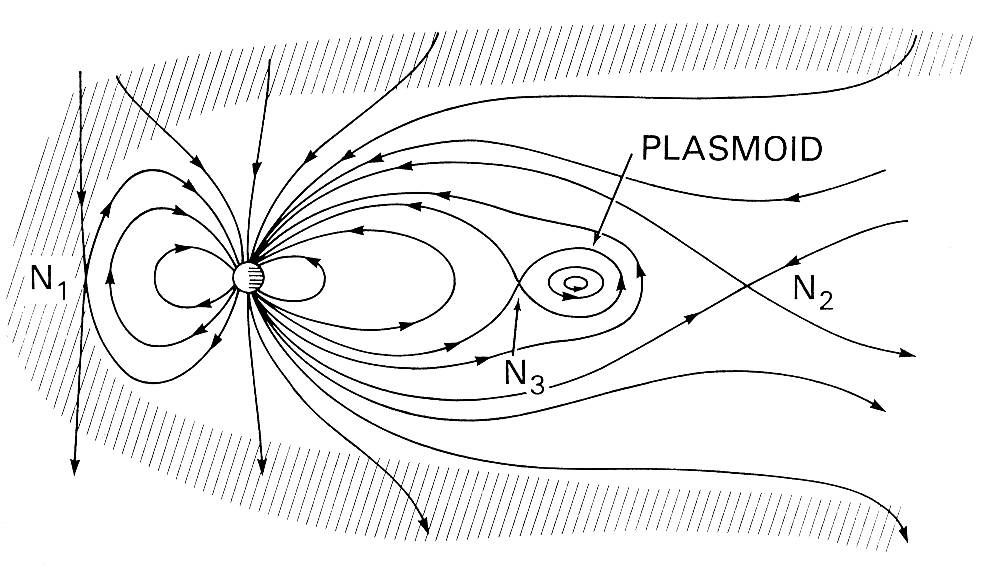

البلازمويد (في الإنجليزية: Plasmoid)، هو بنية متماسكة من البلازما والحقول المغناطيسية. اقتُرِحَ هذا المصطلح لشرح بعض الظواهر الطبيعية مثل كرة البرق (أو البرق الكروي)، والفقاعات المغناطيسية في الغلاف المغناطيسي،  وما هو موجود في الذيول المذنبة،  في الرياح الشمسية، في الغلاف الجوي الشمسي، وفي تيار الغلاف الشمسي الدوري. يتضمن إنتاج البلازمويد في المختبر تقنيات تشكيلة المجال المعكوس، والسفيروماك، والتركيز في البلازما الكثيفة.
صيغت كلمة بلازمويد في عام 1956 من قبل وينستون بوستيك (1916-1991) لتعني «كيان البلازما المغناطيسية»:
لا ينبعث البلازما كبقعة غير متبلورة، ولكن على شكل طارة. سنأخذ الصلاحية في تسمية هذا الهيكل الحلقي بلازمويد، وهي كلمة تعني كيان البلازما المغناطيسي. سيتم استخدام كلمة البلازمويد كمصطلح عام لجميع كيانات البلازما المغناطيسية.

## خصائص البلازمويد
كتب بوستيك:
يبدو أن البلازمويد عبارة عن اسطوانات بلازما ممتدة بحسب اتجاه المجال المغناطيسي. تمتلك البلازمويدات عزم مغناطيسي قابل للقياس، وسرعة انتقالية قابلة للقياس، وحقل كهربائي معترض، وحجم قابل للقياس. يمكن أن تتفاعل البلازمويدات مع بعضها البعض عبر الانعكاس عن بعضها البعض.. ويمكن أيضًا جعل مداراتها تنحني نحو بعضها البعض. كذلك يمكن جعل البلازما تلتف لكي تتوقف إذا ما أُسقِطَت في الغاز عند ضغط يُقدَّر بنحو 10 إلى 3 مم زئبقي. ويمكن أيضًا أن تحطم بعضها البعض إلى شظايا. يوجد بعض الأدلة الضئيلة التي تدعم الفرضية القائلة بأنهم خاضعين للانشطار والدوران.
يمتلك البلازمويد ضغط داخلي ناتج عن كل من ضغط الغاز في البلازما والضغط المغناطيسي للحقل. وللحفاظ على نصف قطر بلازميدي ثابت تقريبًا، يجب موازنة هذا الضغط بضغط خارجي محدد. في الفراغ الخالي من المجال -على سبيل المثال- سوف يتمدد البلازمويد ويتبدد بسرعة.

## التطبيقات الكونية
واصل بوستيك تطبيق نظريته حول البلازمويد على ظواهر الفيزياء الفلكية. طبقت ورقته عام 1958  تحويلات تشابه البلازما على أزواج بلازمويد أطلقت من بندقية بلازما (جهاز تركيز البلازما الكثيفة) لتتفاعل بطريقة معينة، وذلك في محاكاة نموذج مبكر لتكوين المجرة.